# Waldviertler StadtLand
Die Kleinregion Waldviertler StadtLand ist ein auf freiwilliger Basis gegründeter Verein zur Förderung der gemeindeübergreifenden Zusammenarbeit von neun Gemeinden im Bezirk Gmünd im oberen Waldviertel. Sie ist eine von derzeit 58 Kleinregionen im Bundesland Niederösterreich, wovon 14 im Waldviertel liegen. In Abstimmung mit der Abteilung für Raumordnung und Regionalpolitik der Niederösterreichischen Landesregierung, die den Aufbau und die Weiterentwicklung von Kleinregionen unterstützt, arbeiten die Mitgliedsgemeinden der Kleinregion Waldviertler StadtLand an der Umsetzung von Kooperationsprojekten im Rahmen der kleinregionalen Themenfelder.

## Mitgliedsgemeinden
Zur Kleinregion Waldviertler StadtLand gehören neun Mitgliedsgemeinden:
- Marktgemeinde Amaliendorf-Aalfang
- Marktgemeinde Brand-Nagelberg
- Stadtgemeinde Gmünd
- Marktgemeinde Großdietmanns
- Marktgemeinde Hirschbach
- Marktgemeinde Hoheneich
- Marktgemeinde Kirchberg am Walde
- Stadtgemeinde Schrems
- Gemeinde Waldenstein

Der Name Waldviertler StadtLand spiegelt die Zusammensetzung der Region aus zwei städtisch geprägten Gemeinden – Gmünd und Schrems – und sieben ländlichen Gemeinden wider.

## Geschichte
Die Kleinregion Waldviertler StadtLand entwickelte sich in den Jahren 2005 bis 2006 aus dem Grenzüberschreitenden Impulszentrum Gmünd–Schrems (GIZ), dessen Fokus auf der Kooperation mit den benachbarten südböhmischen Gemeinden České Velenice, Dvory nad Lužnicí, Halámky, Hranice, Nová Ves nad Lužnicí, Rapšach und Suchdol nad Lužnicí lag. Das GIZ Gmünd-Schrems hatte von 2002 bis 2005 Bestand. Strategische Ziele und Leitprojekte für die neu gegründete Kleinregion Waldviertler StadtLand wurden in einem kleinregionalen Entwicklungskonzept definiert. Das erste erfolgreiche Kooperationsprojekt der neun Gemeinden war die Errichtung des Sole-Felsen-Bads in Gmünd. 